# Kohlberg, Baden-Württemberg
La ciudad de Bad Kolberg, Kohlberg o Colberg está ubicada en el estado de Turingia, Alemania, distrito de Hildburghausen.

## Población
Cuenta con una población de aproximadamente 2312 habitantes, teniendo una densidad de población
de 39 habitantes por kilómetro cuadrado (datos aproximados).

## Breve descripción
Es una hermosa ciudad, pequeña y con gente muy simpática y amable. Lugar de tranquilidad, sin prisas. Rodeada de un parque nacional. 

## Arquitectura
La arquitectura es de estilo franco. Destacan sus casas hechas de arcilla y paja.
Como lugares de notoriedad destacan la iglesia, el ayuntamiento, la antigua estación de ferrocarril y el castillo. 

## Fiestas
A finales de verano se celebra una fiesta de la Edad Media donde todos los habitantes se disfrazan de la época y se organiza un mercado de dicha época además de un concierto. 
Cuenta con alrededor de mil kilómetros de pistas para esquiar.

## Breve reseña histórica
Fue parte de la antigua RDA (República Democrática de Alemania) y después de la caída del muro recibió los fondos de cohesión y en la actualidad dispone de una red de carreteras en buen estado.

## Nota
El castillo, La iglesia, La estación de tren, El ayuntamiento y el conjunto histórico de casas de estilo franco han sido declaradas patrimonio artístico cultural.
- Datos: Q81686
- Multimedia: Kohlberg (Württemberg) / Q81686